# Агеевка (река)
Агеевка — река в России, протекает в Нагорском районе Кировской области. Устье реки находится в 64 км по правому берегу реки Фёдоровка. Длина реки составляет 16 км.
Река берёт начало на Северных Увалах близ границы с Республикой Коми в 8 км к северо-востоку от села Слудка. Исток лежит на водоразделе Летки и Кобры, рядом с истоком Агеевки находится исток реки Воронец, притока Летки. Река течёт на северо-восток по ненаселённому лесному массиву. Впадает в Фёдоровку выше посёлка Бажелка (центр Метелевского сельского поселения).

## Данные водного реестра
По данным государственного водного реестра России относится к Камскому бассейновому округу, водохозяйственный участок реки — Вятка от истока до города Киров, без реки Чепца, речной подбассейн реки — Вятка. Речной бассейн реки — Кама.
Код объекта в государственном водном реестре — 10010300212111100031150.